# راي مونتغمري
راي مونتغمري (بالإنجليزية: Ray Montgomerie)‏ هو لاعب كرة قدم بريطاني في مركز قلب الدفاع، ولد في 17 أبريل 1961 في Irvine, North Ayrshire ‏ في المملكة المتحدة. لعب مع نادي بارتيك ثيسل ونادي دمبرتون ونادي كيلمارنوك.

## وصلات خارجية
- راي مونتغمري على موقع قاعدة بيانات كرة القدم.إي يو (الإنجليزية)
- راي مونتغمري على موقع Soccerbase.com (لاعب) (الإنجليزية)